# 방식 (후한)
방식(房植, ? ~ ?)은 후한 후기의 관료로, 자는 백무(伯武)이며 청하국 사람이다.

## 사적
영화 연간, 장작대장 이고의 천거를 받았다.
건강 원년(144년) 8월, 순제가 붕어하고 충제가 즉위하였다. 양황후가 섭정을 하였는데, 천하에 일식과 지진이 일어났다. 양황후가 조서를 내려 천하의 어진 인재를 발탁하게 하니, 소부 방식은 광록훈 두교와 상의하여 순숙을 천거하였다.
영흥 원년(153년) 10월, 사공 조계가 면직되었다. 광록훈이었던 방식은 사공으로 승진하였다.
영수 원년(155년) 6월, 면직되었다.

## 일화
환제는 즉위 후 예전에 사사한 감릉 사람 주복(周福)을 발탁하여 상서(尙書)에 임명하였다. 이때 하남윤 방식 또한 조정에서 명성이 있었는데, 방식과 주복의 빈객들은 서로 우열을 겨루며 다투었다. 결국 감릉에서 남부와 북부로 파벌이 갈리니, 당인은 여기에서 비롯하였다.